# Juruasia
Juruasia es un género de plantas con flores perteneciente a la familia Acanthaceae. El género tiene 3 especies herbáceas.

## Especies
- Juruasia acuminata
- Juruasia polygonoides
- Juruasia rotundata